# 白芸
白芸（1909年—2005年），曾用名白志耕、白纪田、白艺耘，女，直隶（今河北）定县人，中华人民共和国政治人物，曾任河北省政协副主席。

## 家庭
丈夫张达，曾任河北省人大常委会副主任。